# 情牵浮生戏
《情牵浮生戏》（羅馬化：Maen Suang）是《黑帮少爷爱上我》的制作公司Be On Cloud（BOC）制作的首部原创电影，由纳塔温·崴唐缇派特、帕克普泓·隆牧塞侗、查缇夏索罗尔·彭皮邦、塔纳育特·达功塔亚联诀主演，将在2023年的戛纳电影节上宣传的泰国架空历史悬疑剧情片。

## 故事概要
电影讲述了权力斗争、背叛、及生存与死亡的逆转。

## 演员阵容
- 纳塔温·崴唐缇派特（Apo） 饰演 Khem
- 帕克普泓·隆牧塞侗（Mile） 饰演 Chatra
- 查缇夏索罗尔·彭皮邦（Bas） 饰演 Wan
- 塔纳育特·达功塔亚（Tong） 饰演 Hong
- 翁娜侬·潘亚旺（英语：Orn-anong Panyawong）（Orn） 饰演 Phikun

## 制作
此片是Be On Cloud公司承制创作的首部部电影，灵感来自泰国历史，可追溯到173年前1850年拉玛三世国王统治期间，以全新的视角讲述故事，是一部非常强烈、细腻和精致，结合了各种文化的作品。电影的泰语名称取自同名泰国市镇。编剧帕瑞达·玛诺迈披文博士目前是朱拉隆功大学戏剧艺术系主任兼助理教授。她将在电影里重现的那个时代最有名，聚集了权势、本地与中国商人进行社交、会面和洽谈业务的秘密场所，以及来自不同国家的外国人预约谈判以此获利的娱乐场所。此片美术指导Nakrob Moonmanat是一位结合了泰国和西方艺术文化的艺术家，他以全球视角设计绘画，并协助制作电影、代表公司出差。

### 取景地
- 大城府[5]
  - 大城府故宫
  - 帕喜善佩寺

## 宣传与发行
随着最新独家预告片及特别海报的发布，电影受到了全球压倒性的关注，得到了很好的反响。电影将在2023年的戛纳电影节上宣传，这被认为是泰国电影界值得骄傲迈向国际的一步。